# كنيسة المشرق الآشورية
كنيسة المشرق الآشورية الرسولية الجاثلقية المقدسة (بالسريانية: ܥܕܬܐ ܩܕܝܫܬܐ ܘܫܠܝܚܝܬܐ ܩܬܘܠܝܩܝ ܕܡܕܢܚܐ ܕܐܬܘܪ̈ܝܐ.عدتا قَدشتا وشليحَتا قَتوليقَي دمَدنحا داتُرايِ) هي كنيسة مسيحية شرقية تمركزت تاريخيا في بلاد ما بين النهرين. تعتبر الكنيسة الآشورية امتدادا تاريخيا وعقائديا لكنيسة المشرق التي عرفت خطأ بالنسطورية. يرأس الكنيسة حاليا البطريرك آوا روئيل ، البطريرك الثاني والعشرين بعد المائة في سلسلة بطاركة المشرق.

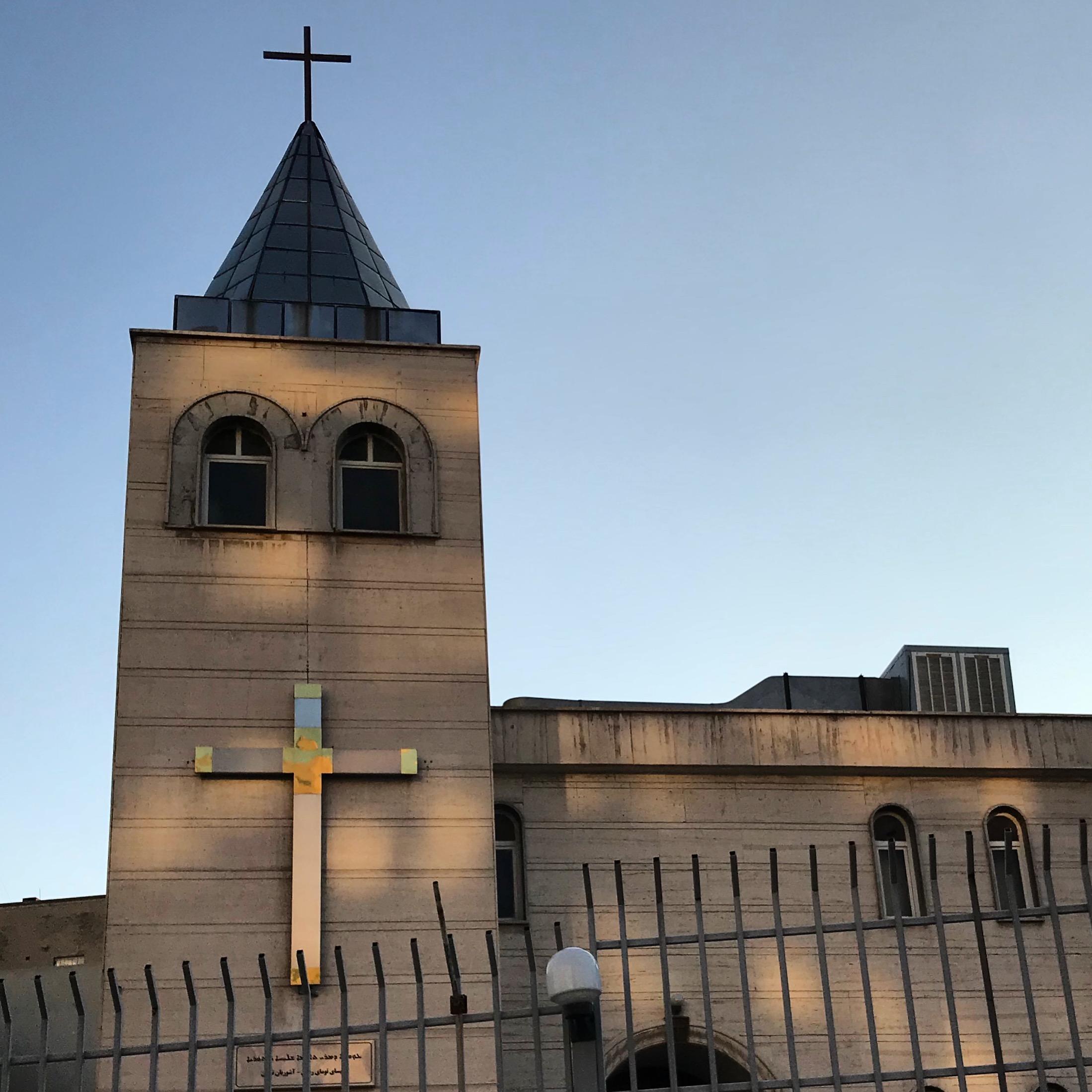
الكنيسة الآشورية - شارع شهرعراء - طهران

لغة هذه الكنيسة هي اللغة السريانية بلهجتها الشرقية.

## تاريخ الكنيسة

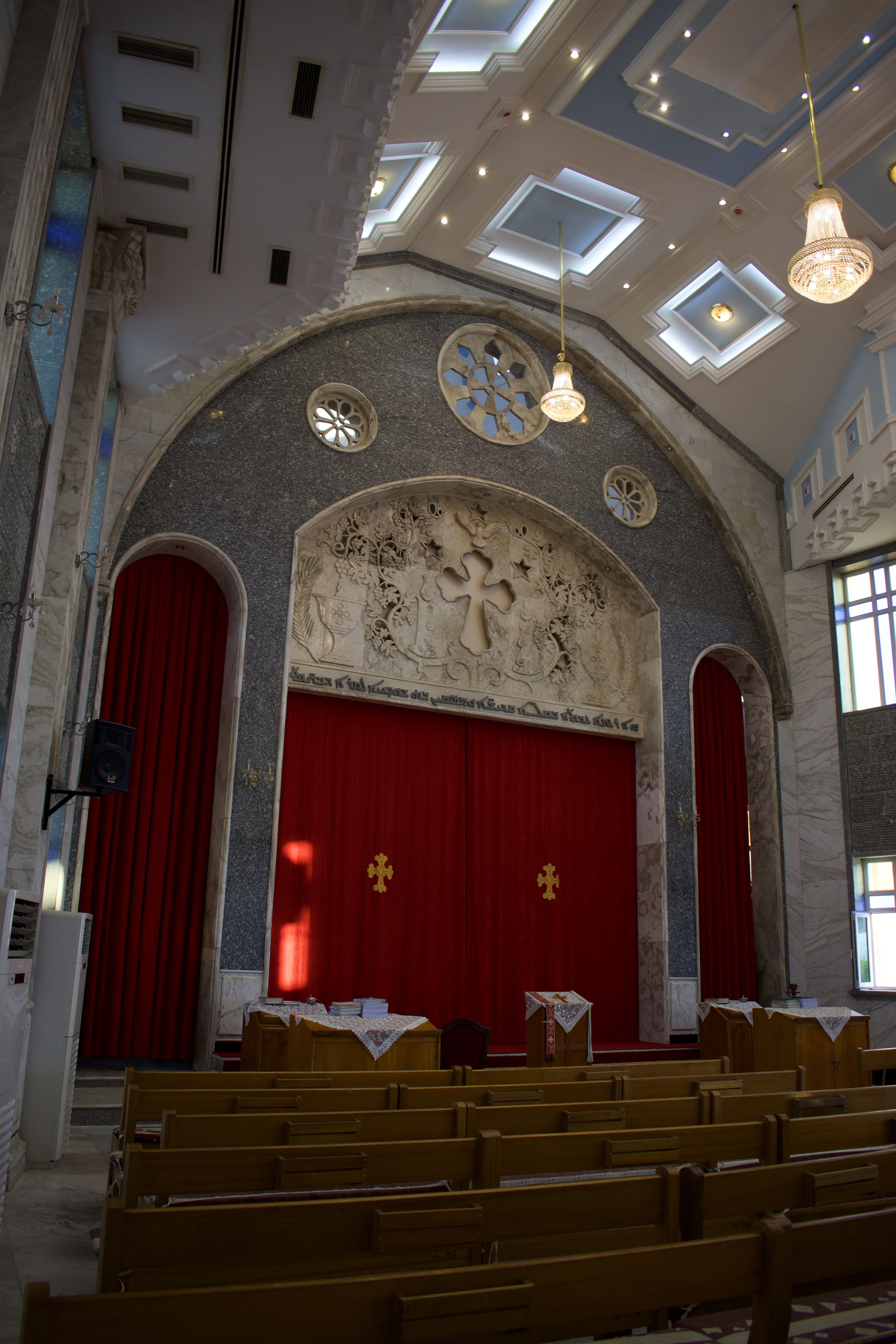
كنيسة المشرق الأشورية من الداخل

بحسب التقليد حمل مار بطرس الرسول أحد تلاميذ يسوع، بذور الايمان المسيحي إلى بلاد ما بين النهرين وكرز بالبشارة الجديدة هناك، وتتلمذ على يده أدي وماري واللذان كانا العمودان الأولان في إنشاء كنيسة المشرق الآشورية في القرن الأول الميلادي في بلاد ما بين النهرين.
تُعد كنيسة المشرق الآشورية الرسولية الجاثلقية المقدسة من الكنائس القديمة بعد أورشليم وأنطاكية، يعود منشأها إلى المنتصف الثاني للقرن الأول حيث يذكر تقليد الكنيسة قد بُشرت بالايمان المسيحي بواسطة
- (33 مار شمعون بطرس (الصخرة)
- (33- 75 م) مار توما
- (33-49 م)* مار أدي
- (45-81 م) مار آجي تلميذ مار أدّي
- (49-82 م) مار ماري تلميذ مار أدّي

وتركزت الكنيسة في بادئ الامر إلى الجنوب من العاصمة الفارسية القديمة، قسطيفون، في مكان يُدعى بالسريانية كوخي أي الاكواخ. وبقيت كنيسة المشرق الآشورية ثابتة وقوية، تمتد إلى الشرق من اوروشليم حتى تركيا، اورهاى، نصيبين، قيسارية وفي كل الإمبراطورية الفارسية الممتدة إنذاك إلى الهند. وبالرغم اضطهاد الإمبراطورية الرومانية للمسيحية ما قبل عام 313 م حضيت الكنيسة بفترات من التسامح في ارجاء الإمبراطورية البارثية في ظل الملوك البرثنيين.
وقد عاش المسيحيون حتى نهاية القرن الثالث في جماعات يرأسها اساقفة وتربطها العلاقات بأنطاكية. أما بخصوص كنيسة المشرق فسرعان ما أخذ نفوذ أسقف المدائن في الازدياد، حتى اعتبر نفسه المسؤول الأول عن اخوته اساقفة المشرق وتبنى لقب جاثليق ويعنى «العام» أو «الشامل». وقد تبنى زعماء كنيسة المشرق لقب بطريرك الذي هو في الاصل يوناني وكان يمنح لأسقف روما –القسطنطينية –الإسكندرية –أنطاكية وخصوصاً من بعد انعقاد المجمع الخلقدوني سنة 451 م.
في عام 286 م تبنت الإمبراطورية الفارسية الزردشتيه ديناً للدولة فيها. بما انه تم الاعتراف في عام 313 م بالايمان المسيحي رسمياً في الإمبراطورية الرومانية التي كانت عدواً للإمبراطورية الفارسية، بدأت موجة اضطهادات سفكت فيها الدماء وراح ضحيتها الكثير من الشهداء، ولاسيما في الفترة الواقعة في 339-379 م تحت حكم الإمبراطور شابور الثاني " فترة الاضطهاد الاربعيني"، الذي خلف وراءه مئات الالاف من الشهداء عرفوا باسم " شهداء المشرق" من بين الشهداء البطريرك مار شمعون برصباعي 320-341 م. لقب بر صباعي ـ أي ابن الصباغين أو من ال صباغ ـ فيقال إنه أطلق على الأسرة لكونهم يقومون بصبغ الحرير والثياب الملوكية"، مات شهيداً على يد الملك الفارسي بعد أن رفض الخضوع للملك وعبادة النار والشمس، عندها بدأ الشعب يلجأ إلى جبال حكاري بتركيا هرباً من الاضطهادات والفناء.
برغم هذه الفترة الصعبة التي مرت فيها كنيسة المشرق لم يتوقف عطاؤها من قديسين وعلماء تركوا أثراً كبيراً في مضمار العلم والآداب والتراتيل ونخص منهم بالذكر البطريرك مار شمعون برصباعي، يعقوب افراهاط الملقب بالحكيم الفارسي، أفرام السرياني الملفان الذي ترك للكنيسة الكثير من المؤلفات والمصنفات الأدبية واللاهوتية.
بعد أن عم السلام وانتهى عصر الاضطهاد الدامي الذي كان يرمي أن يقضي على المسيحية ويفنيها، بدأت مرحلة جديدة في الكنيسة وهي مرحلة المجادلات اللاهوتية، فقد دار جدال حول الثالوث – سر المسيح الاله المتجسد، حتى أن آريوس قال أن الابن مخلوق وغير مساوٍ للآب، ودار خلاف آخر حول لاهوت الروح القدس. لم تقف الكنيسة مكتوفةِ الايدي أمام هذه الجدالات والبدع بل دافعت ووضعت قانون الايمان وأعلنت لاهوت الابن بأنه مساوٍ مع الاب في الجوهر في مجمع نيقيه عام 325 م، لاهوت الروح القدس في مجمع القسطنطينية عام 381 م.
في عام 428 م انتخب نسطوريوس بطريركاً على كرسي القسطنطينية وقال أن مريم العذراء ليست أم الله بل ام المسيح لذا فقد وقع خلاف بينه وبين كيرلس بطريرك الإسكندرية. وبعد عام 634 م دخل العرب البلدان والمدن وبدأو بنشر الإسلام، عندها اتحد الآشوريون المشتتون مع الملوك العرب في المناطق الخاضعين لهم فيها. وقد نَعِمَ مسيحيو المنطقة الشرقية بنوع من الهدوء في ظل الخلافة العباسية، وكان قد أنتقل كرسي البطريركية من ساليق، قسطيفون إلى بغداد. ومن ابرز البطاركة في زمن الخلافة العباسية البطريرك طيمثاوس الذي لقب بجليس الخلفاء على اثر لقائه بالخليفة المهدي في بغداد لمناقشة امور ايمانية ولاهوتية عديدة. عاش الآشوريون بسلام مع الحكام المسلمين حتى عام 1258 م، عام هجوم المغول على بغداد بقيادة هولاكو. فساد المنطقة جو من الذعر والسلب والنهب والحرق مما أضطر المسؤولين على نقل كرسي البطريركية إلى الجانب الغربي من بغداد العاصمة.
كما عاش المؤمنون في جبال هكياري بجوار الاكراد تحت سلطة الإسلام والاتراك حتى الحرب العالمية الأولى، وكان قد مر ثمانون بطريركاً على رئاسة الطائفة حتى ذلك الحين. من بعد وفاة البطريرك شمعون السابع الذي كان يقيم في دير ربان هرمزد وبالتحديد في عام 1551 م حدث انشقاق في الكنيسة واتحدت مجموعة منهم مع روما بشكل خاص كاحتجاج ضد مبدأ الوراثة المحصور في عائلة واحدة الذي أدخل إلى منصب البطريركية منذ نهاية القرن الخامس عشر وهكذا نشأت الكنيسة الكلدانية.
بالنسبة لكنيسة المشرق في الهند، فقد صارت علاقتها مع البطريركية الشرقية أكثر تفككاً أثناء القرنين العاشر والحادي عشر لأنه كان من الصعب الوصول إلى هناك. في عام 1896 م صار للكنيسة اساقفة محليون من ابنائها وبعد مرور 27 عاما من هذا التاريخ نشأت رئاستهم المنفصلة وقد عرفوا بـ «بكنيسة مليبار السريانية» وعددهم حوالي ثلاثة ملايين ونصف المليون وفي عام 1993 م صار عندهم رئيس اساقفة على المسيحيين غير الكاثوليك في الهند انقسموا إلى عدة جماعات: «اليعاقبة» كانوا مليباريين سرياناً حتى عام 1665 م ومع مرور الوقت تبنوا ليتورجيا السريان الغربيين الانطاكيين. اما الذين فصلوا أنفسهم عن اليعاقبة في اوقات مختلفة فهم الانجوريون 1772 م الانكليكان 1864 م المارثوميون 1876 م كل هؤلاء ماعدا الانكيليكان المشمولين مع الكنيسة الهندية الجنوبية يستعملون الليتورجيا السريانية.
يعيش الآشوريون مبعثرين في أنحاء العالم خصوصاً من بعد المذابح الأخيرة ضدهم والتي جرت في العام 1915 م وراح ضحيتها ما يقارب النصف مليون آشوري والتي اجبرت الآشوريين إلى الابتعاد نحو جبال حكاري. يحاول الآشوريون المحافظة على ايمانهم وثقافتهم ولغتهم تحت رعاية بطريركهم.

## بطاركة كنيسة المشرق الآشورية الرسولية
كان لكنيسة المشرق الآشورية بطاركة بارزون ساسوا رعيتهم بغيرةٍ وتفانٍ وتميزوا بقداسة السيرة وبالكتابة والتآليف الروحية واللاهوتية وكتب للصلوات. ومن ابرز البطاركة في اواخر القرن الخامس مار باباي واضع الصلوات التي لايزال الآشوريون يرددونها وهي «يا إله الكل نعترف، لك يايسوع نمجد».
تعاقب على كرسي الكنيسة الشرقية الآشورية منذ عهد الرسل إلى اليوم مئة وعشرون بطريركاً، حفظ لنا التاريخ أسماء مئة وواحد عشر بطريركاً حتي البطريرك الحالي.

### سلسلة بطاركة كنيسة المشرق الآشورية منذ نشأتها في القرن الميلادي الأول
- 1 - (33 مار شمعون بطرس (الصخرة)
- 2 - (33- 75 م) مار توما
- 3 - (33-49 م)* مار أدي
- 4 - (45-81 م) مار آجي تلميذ مار أدّي
- 5 - (49-82 م) مار ماري تلميذ مار أدّي
- شغر (7) سنوات
- 6 - (89-105 م) مار ابريس
- شغر (22) سنة
- 7 - (127-149) اوراهم الأول (ابرهيم الكشكري)
- شغر (9) سنوات
- 8 - (158-176) مار ياقو الأول (يعقوب بن ابرهيم)
- شغر (4) سنوات
- 9 - (180-220) مار آخا دآبا (دابوي)
- شغر (1) سنة
- 10 - (221-244) مار ثخلوبا دكشكر
- شغر (3) سنوات
- 11 - (247-326) مار بابا بر جاجي (فافا)
- شغر (2) سنوات
- 12 - (328-341) مار شمعون برصباعي
- 13 - (343-342) مارشاهدوست
- 14 - (343-347) مار بربعشمين
- شغر (42) سنة
- 15 - (389-393) مار تومرسا (من أهل كشكر)
- 16 - (393-399) مار قيوما
- 17 - (399-411) مار أسحق
- 18 - (411-415) مار أخا
- 19 - (415-420) مار يوآلها الأول
- 20 - (420-421) مار معنَّ
- 21 - (421-421) مار ماروبخت
- 22 - (421-456) مار داديشوع
- 23 - (457-484) مار باباي
- 24 - (484-496) مار اقاق
- 25 - (496-502) مار باباي الثاني
- 26 - (505-523) مار شيلا
- 27 - (524-538) مار نرسي
- 28 - (524-538) مار اليشاع
- 29 - (539-540) مار بولس
- 30 - (540-552) مار آبا الأول أو الكبير
- 31 - (552-567) مار يوسف
- 32 - (570-581) مار خزقيال
- 33 - (581-595) مار ايشوعياب اروزنايا الأول
- 34 - (596-604) مار سبريشوع الأول
- 35 - (605-608) شغر (17) سنوات مار جيورجيس الأول (البرثي)
- 36 - (628-644) مار ايشو عياب جدلايا الثاني
- 37 - (647-650) مار أمّا
- 38 - (650-660) مار إيشوعياب الحديابي الثالث
- 39 - (661-680) مار جيورجيس الثاني
- 40 - (680-684) مار يوخنا الأول
- 41 - (686-693) مار خنانيشوع الأول (الاعرج)
- 42 - (693-714) مار يوخنا الثاني
- 43 - (714-728) مار صليوا زكا
- 44 - (731-740) مار بيثون
- 45 - (741-751) مار آبا الثاني
- 46 - (752-754) مار سورين
- 47 - (754-773) مار ياقو الثاني
- 48 - (774-779) مار خنانيشوع الثاني
- 49 - (780-820) مار تيموثاوس الأول
- 50 - (820-824) مار ايشو برنون 50
- 51 - (827-831) مار جيورجيس بن الصباح الثالث
- 52 - (832-836) مار سبريشوع الثاني
- 53 - (837-850) مار اوراهم الثاني المرجي
- 54 - (850 - 852) مار ثيودر
- 55 - (860-872) مار سرجيس د صوبا
- 56 - (873-884) مار أنوش جرمايا
- 57 - (884-892) مار يوخنا الثالث
- 58 - (892-899) مار يوخنا يوآنس الرابع
- 59 - (899-905) مار يوخنا الخامس [بن الاعرج]
- 60 - (906-937) مار اوراهم الثالث
- 61 - (938-960) مار عمانويل الأول
- 62 - (961-961) مار اسرايل الكرخي
- 63 - (963-967) مار عبد يشوع جرمقيا الأول
- 64 - (967-1001) مار ماري بن طوبا الآشوري
- 65 - (1001-1012) مار يوخنا السادس (يوآنيس بن عيسى)
- 66 - (1012-1020) مار يوخنا السابع (بن نازوك) 66
- 67 - (1020-1025) شغر (3) سنوات مار ايشو عياب الرابع
- 68 - (1028-1049) مار ايليا الأول
- 69 - (1049-1057) مار بوخنا الثامن بن ترجل (بن الطرغان)
- 70 - (1061-1072) مار سبريشوع الثالث
- 71 - (1074-1090) مار عبد يشوع الثاني (بن العارض)
- 72 - (1092-1109) مار مكيخا الأول (بن سليمان القنكاني)
- 73 - (1111-1131) مار ايليا الثاني (بن المقلي)
- 74 - (1133-1135) مار برصوما الأول
- 75 - (1135 - 1138) مار بار جبارا
- 76 - (1138-1147) مار عبد يشوع بن المقلي الموصلي الثالث
- 77 - (1148-1175) مار ايشوعياب الخامس
- 78 - (1176-1190) مار ايليا الثالث
- 79 - (1191-1222) مار يوآلها الثاني
- 80 - (1222-1226) مار سبريشوع بن فيّوما الرابع
- 81 - (1226-1256) مار سبريشوع بن المسيحي الخامس
- 82 - (1257-1265) مار مكيخا الثاني
- 83 - (1265-1281) مار دنخا الأول
- 84 - (1281-1318) مار يوالها الثالث
- 85 - (1318-1328) مار تيموثاوس الثاني
- 86 - (1329-1359) مار دنخا الثاني
- 87 - (1359-1368) مار دنخا الثالث
- 88 - (1369-1392) مار شمعون (3)
- 89 - (؟؟؟؟-1407) مار شمعون (4)
- 90 - (1407-1420) مار ايليا الرابع
- 91 - (1420-1447) مار شمعون (5)
- 92 - (1448-1490) مار شمعون (6)
- 93 - (1491-1504) مار أيليا الخامس
- 94 - (1505-1538) مار شمعون (7)
- 95 - (1538-1551) مار شمعون ايشوعياب
- 96 - (1551-1558) مار شمعون برماما
- 97 - (1558-1580) مار شمعون
- 98 - (1580-1600) مار شمعون دنخا
- 99 - (1600-1653) مار شمعون (12)
- 100 - (1653-1690) مار شمعون (13)
- 102 - (1690-1692) مار شمعون يوالها (14)
- 103 - (1692-1700) مار شمعون دنخا (15)
- 104 - (1700-1740) مار شمعون شليمون (16)
- 105 - (1740-1780) مار شمعون ميخايل (17)
- 106 - (1780-1820) مار شمعون يونان (18)
- 107 - (1820-1860) مار شمعون اوراهم (19)
- 108 - (1860-1903) مار شمعون رويل (20)
- 109 - (1903-1918) مار شمعون بنيامين (21)
- 110 - (1918-1920) مار شمعون بولس (22)
- 111 - (1920-1975) مار شمعون ايشاي (23)
- 112 - (1976-2015) مار دنخا الرابع خننيا
- 113 - (2015-2021) مار كوركيس الثالث صليوا
- 114 - (للان-2021) مار آوا روئيل

## رهبانيات واديار
ازدهرت الحياة الرهبانية الجماعية في منصف القرن الثالث والرابع والخامس، فيما اسس مار اوجين وجماعة ودير ايزلا الكبير الواقع في بلاد ما بين النهرين (نصيبين وماردين). في سنة 670 م انضم إلى الراهب هرمزد مجموعة من الشباب، هكذا تكونت النواة الأولى للدير الذي صار أيضاً مقراً لإقامة البطريرك، ودفن فيه العديد من البطاركة. وقد مر الدير بأزمات شديدة اثارت الفوضى والارتباك في نظامه إلى ان تجددت الرهبنة على يد الانبا جبرائيل دنبو فكثر عدد الرهبان وقاموا بخدمة كنيسة المشرق وتركوا تأثيراً عظيماً وعميقاً، وكثرت الاديار وانتشرت ظروف وعواصف ورياح شديدة طمست اشعاع الحياة الرهبانية في الكنيسة الآشورية وتقلصت إلى حد كبير داخل الاديار، لكن براعم جديدة اطلت يانعة تبشر بالخير وانبعاث النور لرهبانية نسائية في العراق تنذر باستعادة الحياة الرهبانية حيويتها في كنيسةٍ عريقةٍ في هذا المجال.
لكنيسة المشرق اكليريكيتان واحدة في بغداد والثانية مستحدثة في الولايات المتحدة يتخرج منهما رجال الإكليروس.

## الليتورجيا
لكنيسة المشرق الآشورية ليتورجيا مميزة، غنية بالعناصر اللاهوتية والروحية والكتابية.
ينقسم القداس اليومي في الكنيسة الآشورية إلى قسمين:
1. رتبة خدمة الكلمة:
  1. صلوات استهلالية «افتتاحية»
  2. رتبة الدخول –ترتيلة قدوس
  3. القراءات من الكتاب المقدس
  4. مناداة الشماس- بركة الكاهن
  5. الدعوة إلى الانصراف.
2. رتبة الذبيحة الالهية:
  1. التقدمة - قداس مار آدى ومارماري
  2. رتبة كسر الخبز
  3. رتبة التناول – البركة الختامية.

تستخدم كنيسة المشرق في صلواتها الليتورجية «الطقسية» اللغة السريانية الكلاسيكية، وهي تختلف نوعاً ما عن اللغة العامة.
رتبة اعداد التقادم، الخبز والخمر تعود إلى ما قبل القرن العاشر وتحث على ضرورة اتمامها التقديس نفسه وتكون مهمة الاعداد مقتصرة على الكهنة والشمامسة بشرط أن تكون احقاؤهم مشدودة متجهين ناحية الشرق واضعين على رؤوسهم أغطية.
للكنيسة الآشورية ثلاث أنافورات الأولى هي:
1. قداس الرسل، لمار اداى ومار ماري.
2. القداس الثاني ينسب إلى ثيودورس المصيبصي.
3. والثالث ينسب إلى نسطوريوس.

## هندسة الكنيسة
ارتبطت هندسة الكنيسة بطقوسها، ففي فجر المسيحية، عاش المسيحيون جماعات صغيرة تقيم صلواتها في منزل أحد افراد هذه الجماعة، بسبب الاضطهادات المريرة. ولكن حينما بدأوا ينعمون بالسلام شرعوا في القيام ببناء كنائس كبيرة وتمكنوا من تطوير طقوسهم الكنيسة وتكيفت هندسة الكنيسة وفق تطور الرتب.
هذا نموذجا لاحدى الكنائس المشرقية القديمة:
1- تتجه الكنيسة ببنائها نحو الشرق، فالشرقيون عموماً يتوجهون دائماً في صلواتهم صوب الشرق، إذ بأن الرب يسوع سوف يظهر في مجيئه الثاني من الشرق.
2- يوجد في باحة الكنيسة باب صغير يتميز بعتبة مرتفعة وسقف منخفض ليعبره ينحني المؤمن، هكذا يتحلى بروح التواضع.
3- ساحة الكنيسة كبيرة ومكشوفة في ذات الوقت وعن يمينها جهة الشرق يوجد بيت يسمى «بيت الصلاة» تقام فيه الصلوات الفرضية والقسم الأول من القداس.
4- أما من جهة الغرب عن يسار الساحة توجد غرفة تدعى«بيت السهاد» أي الساهرون، تقام فيها صلوات ليلية.
5- يوجد في ساحة الكنيسة ثلاث أبواب
أ - باب صغير يؤدي إلى جرن «المعمودية» الرامز إلى نهر الأردن
ب - باب يدخل منه الرجال
ج - وباب تدخل منه النساء.

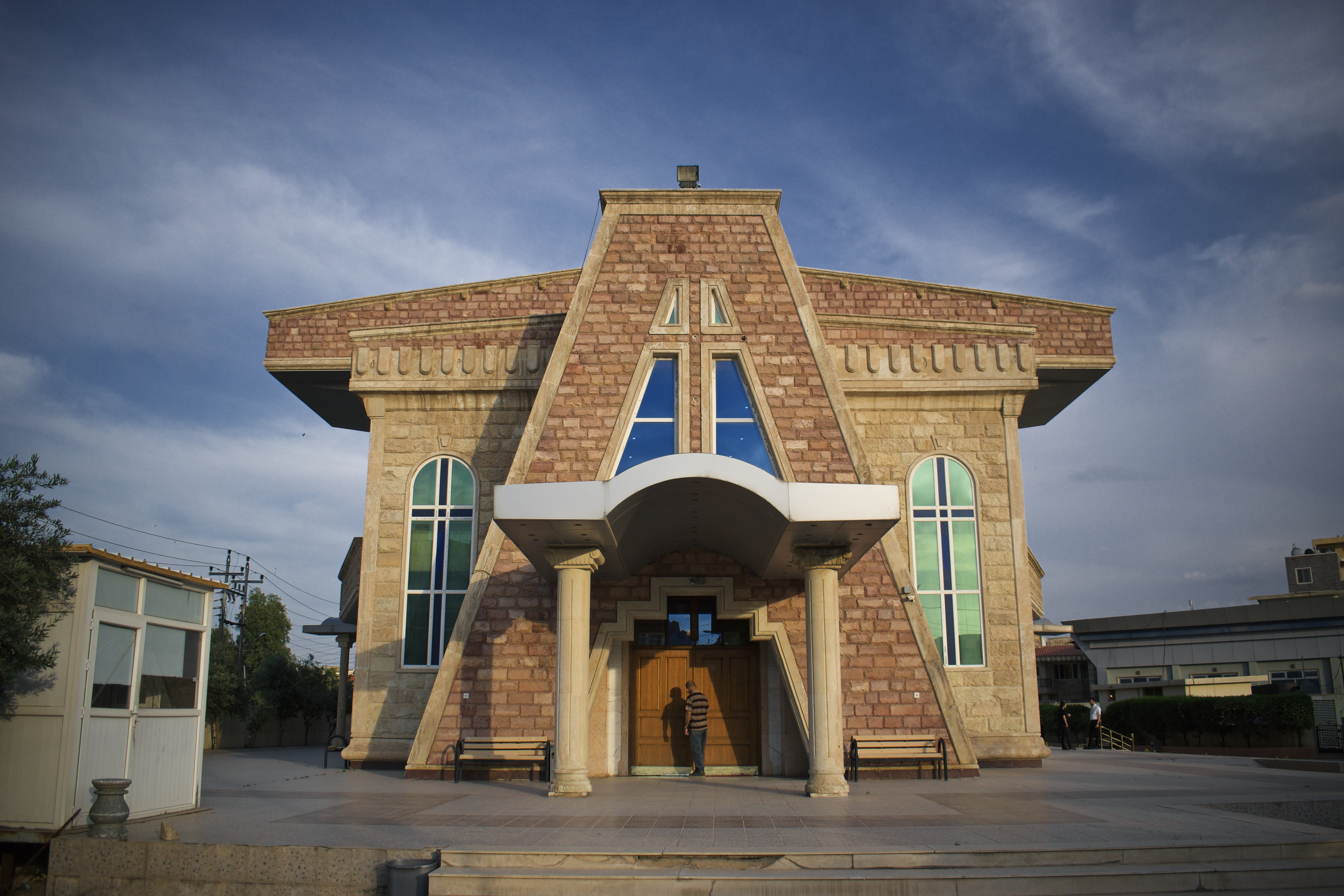
مقر البطريركية الأشورية في عنكاوا

صحن الكنيسة يشير إلى العالم الارضي، قسم منه مخصص للرجال ويحيط به البيم ويمتد إلى أمام قدس الاقداس، وقسم أخر خلفي مخصص للنساء.
البيم: هو موضع مرتفع قليلاً عن مستوى أرضية الكنيسة يجلس فيه الإكليروس خلال القداس، يرمز إلى مدينة القدس في الأرض. يوجد على البيم منصة خشبية صغيرة، يضعون عليها الصليب والإنجيل باتجاه الشعب لكي يسجد لها وتدعى «الجلجلة». على الجهة اليسرى من الصليب منصة لقراءات من العهد القديم، وعن اليمين لقراءات من العهد الجديد.
باب قدس الاقداس تغلقه ستائر تفتح في أثناء القيام بالذبيحة الالهية.وفي ذلك إشارة إلى اتحاد السماء بالأرض. يضع الآشوريون على المذبح صليباً دون المصلوب، يرمز إلى الانتصار.
من ابرز الأماكن الموجودة داخل قدس الاقداس في الجدار الجنوبي، خزانة تسمى بيت الكنز توضع فيها الاواني المقدسة، وباب في الجدار الشمالي يؤدي إلى غرفة صغيرة تُدعىّ بيت دياقون أي بيت الخدمة، يعدون فيها الخبز والخمر للقداس. كما يوجد في هيكل الكنيسة جهة الشمال باب يؤدى إلى غرفة هي بيت الشهداء أو بيت القديسين يحتفظون فيها بذخائر هؤلاء.

## الزي الكهنوتي
في الكنيسة الآشورية، يرتدي الكاهن والراهب والأسقف زياً يميزهم عن العلمانيين، كما هي الحال في الكنائس الأخرى. نوضح هنا مدلول بعض القطع من الحلل الرهبانية والكهنوتية، فالراهب يرتدي الإسكيم والرداء والجبة السوداء يشير إلى موته عن العالم، الأسقف يضع صليباً على صدره دون المصلوب لأن المسيح قام من الاموات والزي يكون إما شرقياً أو غربياً مع ازرار وزنار أحمر يرمز إلى دم المسيح.
القلوزة ذات المرتبات الثلاث إشارة إلى الثالوث. يُمسك الأسقف في يديه كما البطريرك عصا الرعاية برموزها الخاصة.

## ابرشيات الكنيسة الآشورية وانشطتها
يبلغ عدد الآشوريين الإجمالي حوالى 6 ملايين نسمة ينتشرون في بلدان عديدة، أكبر عدد منهم موجودون في العراق، إيران، سوريا ولبنان كما نجدهم في أوروبا، شمال اميركا، أستراليا والهند، روسيا ونيوزيلاندا
في لبنان يتراوح عددهم بين 70000-80000 نسمة، لهم ابرشية واحدة يرعاها متروبوليت مقرها في حي السريان –سد البوشرية وتضم اربع رعايا:
مار جرجس –سد البوشرية، مار حنانيا –الاشرفيه، مار زخيا –زحلة، الراهب باتيو الحدث.
كما توجد مدرسة يتعلم فيها أبناء الكنيسة الآشورية الموجودن في لبنان، ومركز طبي في مقر الابرشية متعدد الخدمات من طبية واجتماعية إلى جانب فرعٌ لمحو الامية.
نذكر أيضا جمعيات للشبان والشابات يهتمون بتعليم اللغة الآشورية والتعليم المسيحي بالإضافة إلى نشاطات مختلفة منها تأدية الالحان والترانيم، منطلق هذا العمل الرسولي كنيسة مار جرجس.

## مجلات وإصدارات
تصدر عن كنيسة المشرق مجلات عديدة تتناول مواضيع مختلفة لاهوتية، كتابية، ثقافية، وشؤوناً رعوية نذكر منها مجلة "
" قيثارة الروح " الصادرة باللغة السريانية والعربية والإنجليزية، المجلة البطريركية باسم " صوت من الشرق " هذه تصدر من اميركا، كما تصدر مجلة أخرى من الهند تحت اسم " صوت من الشرق" ومجلة سورة " أي الرجاء.
الموجز:
بدأت كنيسة المشرق الآشورية، في أواخر عصر الرسل، نمت في بلاد ما بين النهرين وانتشرت سريعاً في الإمبراطورية الفارسية.
تؤدي كنيسة المشرق صلواتها وليتورجيتها باللغة الآشورية الكلاسيكية وتعتبر كنيسةٌ ذات طابع اسراري. تؤمن بتعاليم المجامع الثلاث الأولى خصوصاً مجمع نيقية.
كنيسة المشرق الآشورية موجودة في كلٍ من العراق وإيران، سوريا ولبنان، في أوروبا، شمال اميركا، أستراليا والهند، نيوزيلاندا وروسيا.

## معرض صور

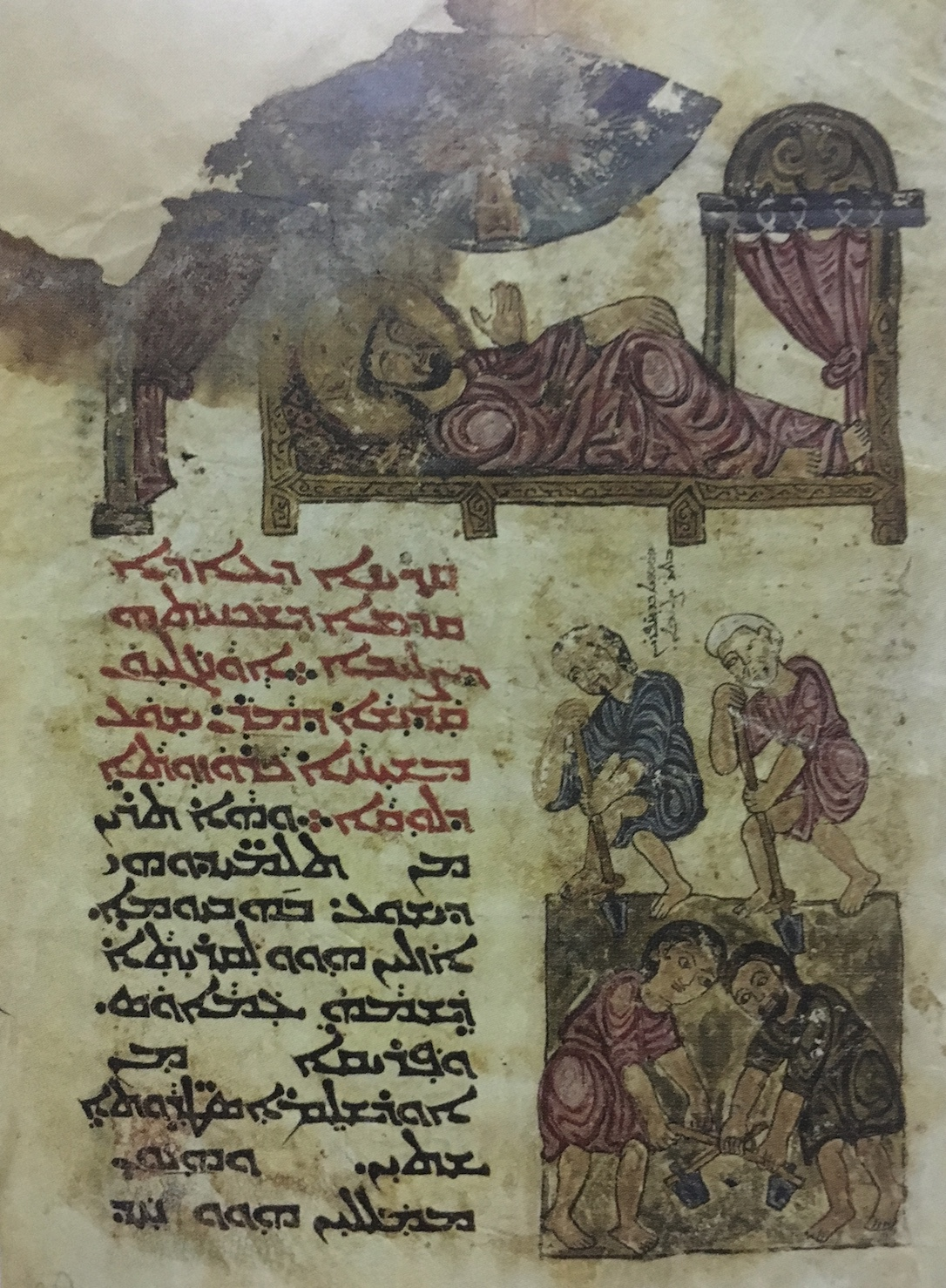
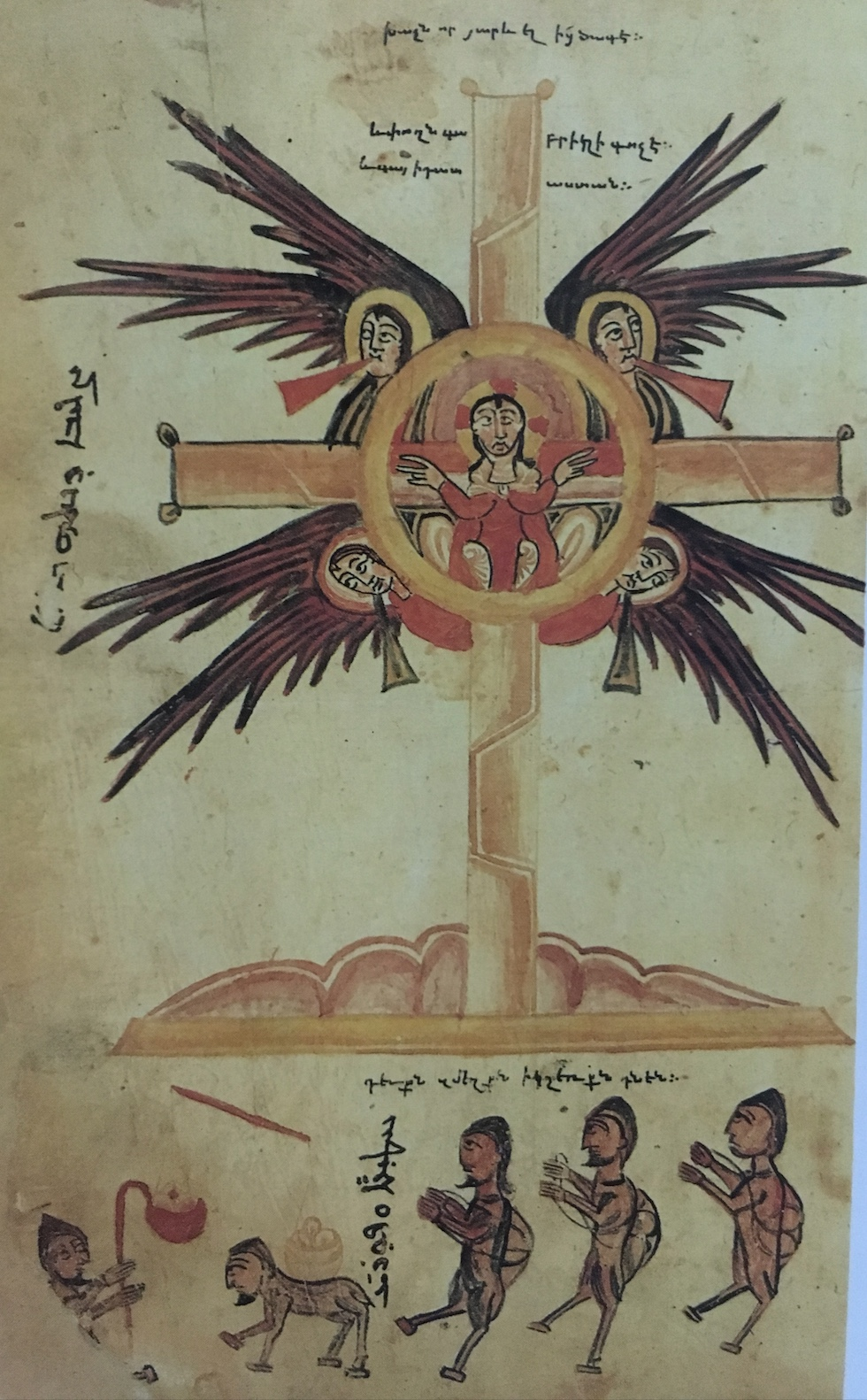
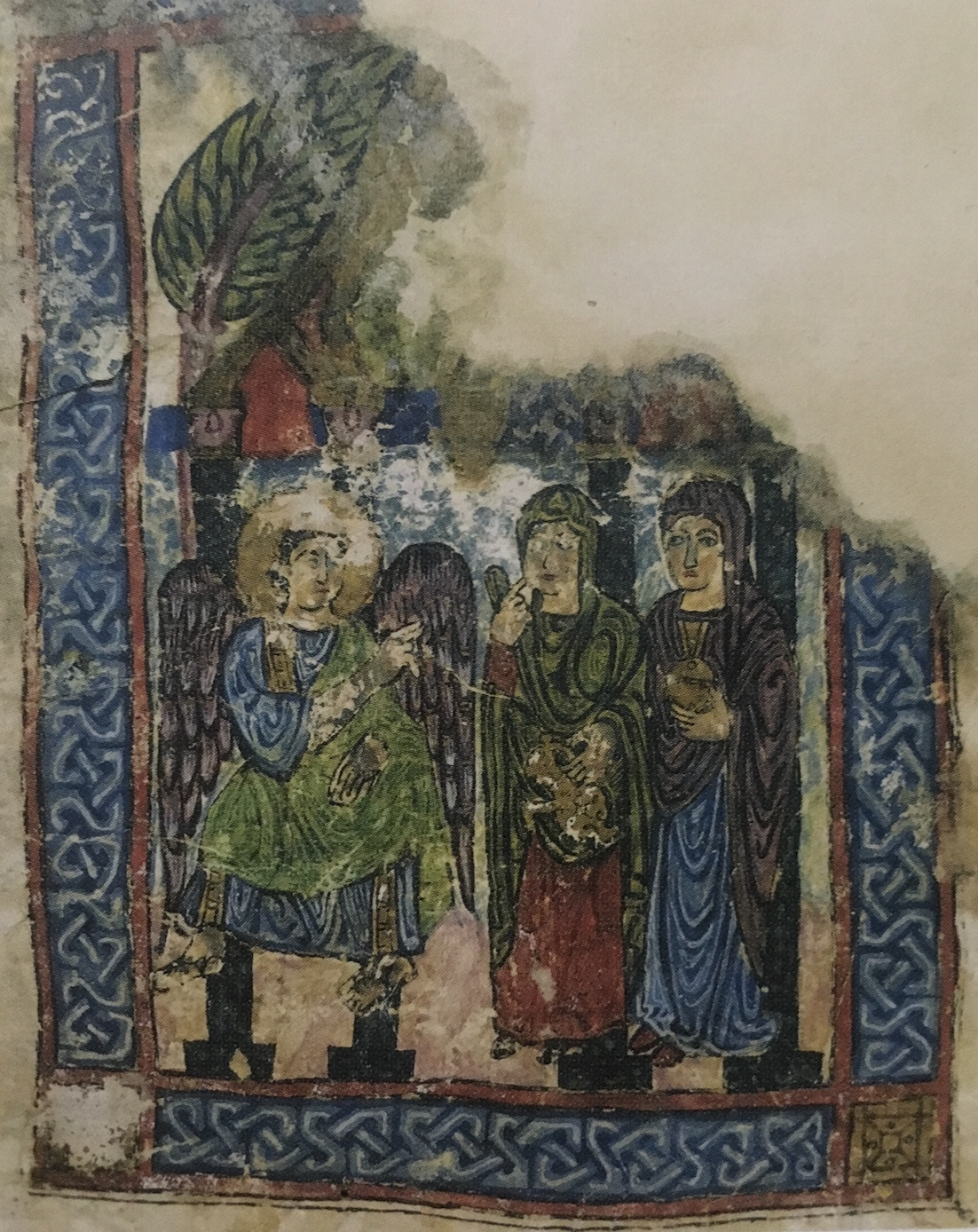
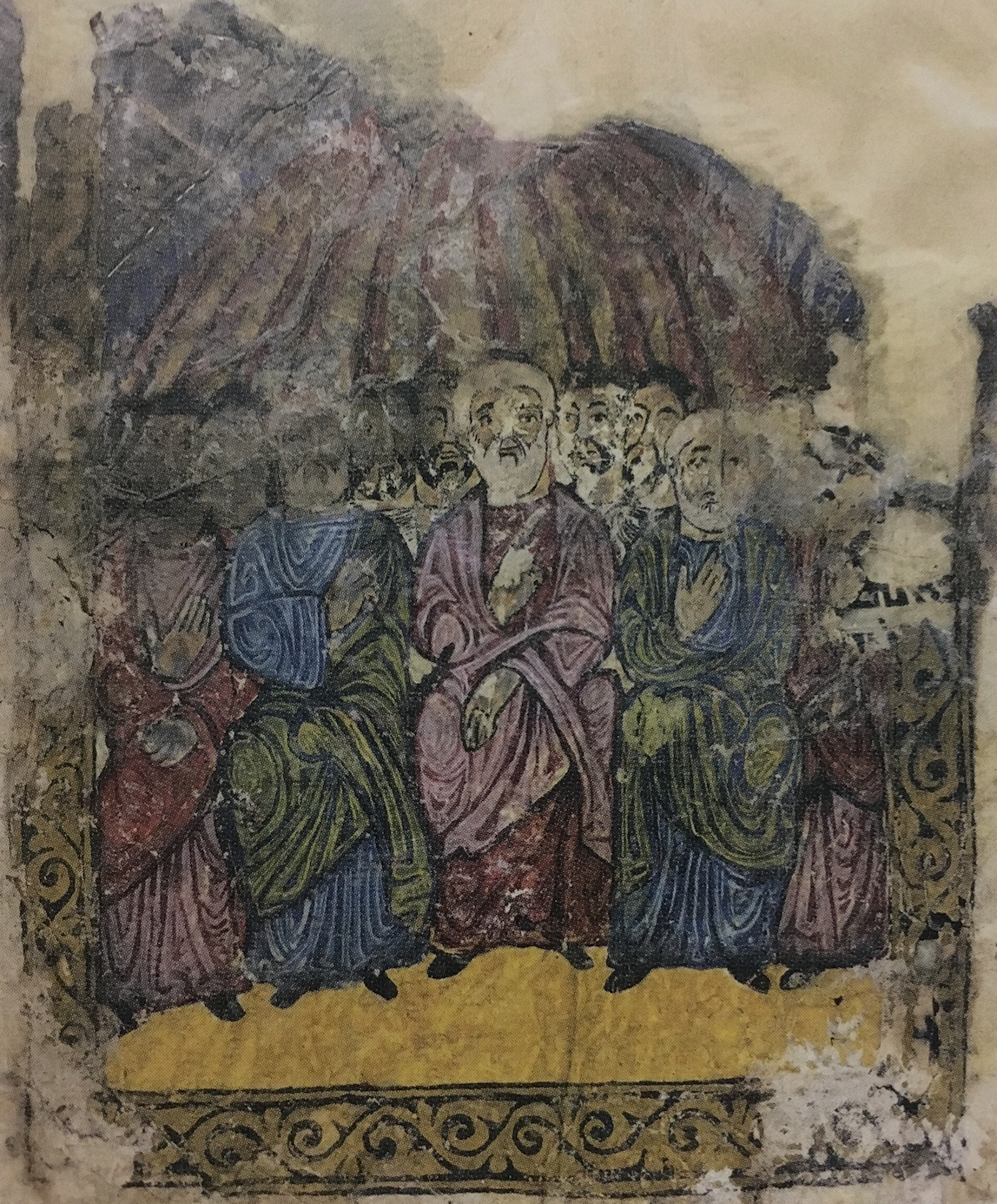

## طالع إيضا
- كنيسة المشرق
- كنيسة المشرق القديمة
- الآشوريون